# Suizidalität

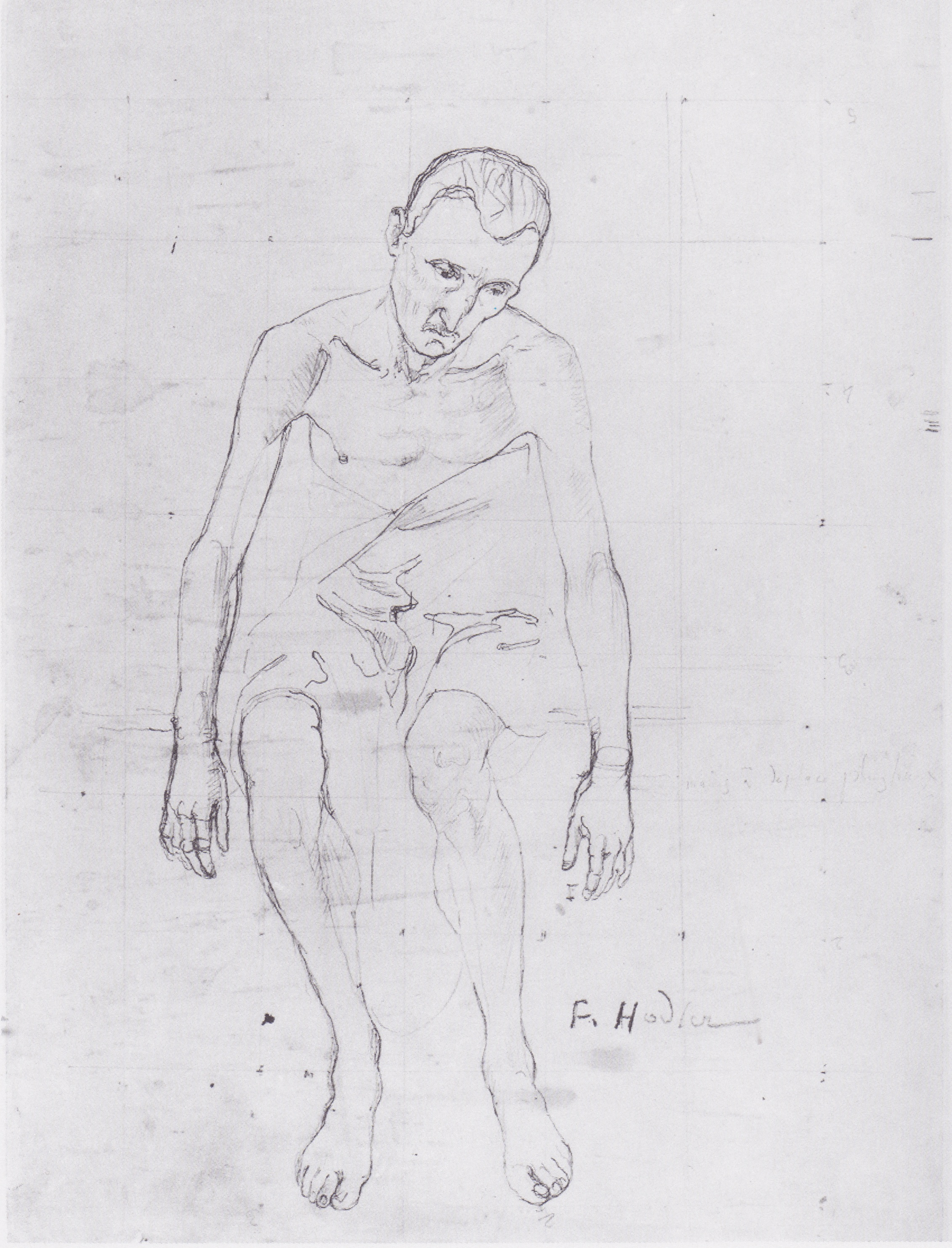
Lebensmüder, Studie von Ferdinand Hodler, 1882

Siehe auch Soforthilfen für Betroffene im Kontext von Depressionen oder Suizidgefahr.
In den vergangenen Jahren gibt es mit Stand 2025 in Deutschland zunehmende Bemühungen um ein  stärkeres Verständnis für Suizid-Vorbeugung bzw. -Prophylaxe, u. a. seitens der Deutschen Gesellschaft für Suizidprävention (DGS) und auch beispielsweise von Krankenkassen. Sichtbar wird dies auch durch die im Jahr 2024 für Deutschland vom BMG erstmals veröffentlichte „nationale Suizidpräventionsstrategie“.
Suizidalität, auch Suizidgefährdung oder umgangssprachlich Lebensmüdigkeit genannt, ist ein Oberbegriff für Suizide, Suizidversuche, Suizidpläne und Suizidgedanken.

## Begrifflichkeiten
Zentral für die Differenzierung suizidaler Verhaltensweisen und nichtsuizidaler Selbstverletzungen ist die Intention. Begrifflichkeiten in diesem Kontext sind:
- Ein Suizid bezeichnet den Tod durch eine selbst ausgeführte, schädigende Handlung mit der Absicht, zu sterben.
- Ein Suizidversuch ist eine selbst ausgeführte, schädigende Handlung mit der Absicht, zu sterben, die jedoch nicht zum Tod führt.
- Ein Suizidplan hingegen beschreibt die konkrete Formulierung einer Methode, mit der eine Person ihr Leben beenden möchte.
- Suizidgedanken umfassen schließlich alle Vorstellungen, Überlegungen und Überzeugungen, die sich mit der Beendigung des eigenen Lebens befassen.
- Die Suizidologie beschäftigt sich als wissenschaftliche Fachrichtung mit der Erforschung von Suizidalität und suizidalen Geschehnissen.

Es besteht eine graduelle Differenzierung zwischen Suizidgedanken ohne den Wunsch nach Selbsttötung – die ebenfalls zur Suizidalität zählen – und drängenden Suizidgedanken mit konkreten Absichten, Plänen bis hin zu Vorbereitungen eines Suizids. Es ist zu beachten, dass der Tod bzw. das Sterben oft gar nicht die zentrale Rolle im Denken suizidaler Menschen spielen, sondern eher das „Flüchten von den Lebensproblemen“ angestrebt wird.

## Suizidalität ist ein Symptom
Suizidalität ist keine Krankheit, sondern Symptom eines oder mehrerer zugrundeliegender Probleme.  Ursachen von Suizidalität können insbesondere
- als Zuspitzung einer psychischen Störung bestehen, in der Verzweiflung und Hoffnungslosigkeit überhandgenommen haben wie
- Begleiterscheinungen einer tief manifestierten Borderline-Persönlichkeitsstörung oder
- Begleiterscheinungen einer Depression schweren Grades[9] sowie
- aus einem dauerhaften eigenen Gefühl resultieren, jegliche eigene Selbstwirksamkeit dauerhaft und unwiederbringlich verloren zu haben
- aber auch ein drastischer Hilferuf an die eigne Umgebung sein und
- in Einzelfällen wurden Arzneimittel als Auslöser einer akuten Suizidalität festgestellt[10]
- sowie in einigen wenigen Fällen nachgewiesener unheilbarer Krankheit auch eine ganz bewusste Entscheidung des Betroffenen zu einem begleiteten Suizid sein, für Details siehe Sterbehilfe, assistierter Suizid sowie Palliativmedizin.

Ohne vorherig erkennbare Suizidalität kann ein überraschender Suizid in Einzelfällen auch ein  ungewolltes Ergebnis einer drastischen  Übersprunghandlung sein. Suizidale Menschen erleben sich häufig als innerlich zerrissen und stehen ihrem Wunsch zu sterben oftmals ambivalent gegenüber. Einerseits empfinden die Betroffenen ihr Leben dann als unerträglich leidvoll oder unerträglich eingeengt bzw. fremdbestimmt und wollen es daher beenden, andererseits spüren viele eine Art Selbsterhaltungstrieb, Furcht vor starken Schmerzen im Rahmen eines Suizidversuchs oder / und allgemein große Unsicherheit in Bezug auf die Konsequenzen eines solchen Handelns, z.B aus religiösen Anschauungen. Die Perspektive und Möglichkeit, ihr derzeitiges Leben positiv für sich zu verändern, es gar „neu zu beginnen“, ist bei akuter Suizidalität nicht zu erkennen. Für Menschen mit Suizidgedanken scheint ein Suizid phasenweise der einzige und unvermeidbare Ausweg für sie zu sein.

## Gesetzliche Fürsorgepflicht
Suizidalität äußert sich bei verschiedenen Menschen auf sehr unterschiedliche Weise. Dadurch ist eine Einschätzung, wie akut und ausgeprägt die Suizidalität einer betroffenen Person ist, oft schwierig. Dieses Problem ist verstärkt, wenn ein Mensch Hilfsangeboten z. B. aufgrund von Scham- oder Schuldgefühlen ablehnend gegenüberstehen. Bei akuter Eigengefährdung, in der der Betroffene beispielsweise bereits konkrete Pläne und Vorbereitungen zum Suizid getroffen hat, sich von seinen Absichten nicht distanzieren und keine Absprachen eingehen kann (z. B. versichern, am nächsten Tag den Therapeuten anzurufen), liegt im Rahmen gesetzlicher Fürsorgepflicht gegebenenfalls eine Indikation für eine temporäre Zwangsbehandlung oder eine zeitlich befristete Unterbringung in eine psychiatrische Klinik vor. Das gilt aber nicht in Konstellationen in Bezug auf den z. B. höchstrichterlich im Jahr 2020 in Deutschland bestätigten erlaubten „assistierten Suizid“ unter den dafür vorgegebenen Voraussetzungen als Teil der gesetzlich geschützten Persönlichkeitsrechte.

## Epidemiologie
Nach Angaben der World Health Organization (WHO) nehmen sich weltweit in etwa 1 Mio. Menschen/Jahr das Leben. Suizide machen damit 1,5 % aller Todesfälle weltweit aus. In Deutschland nimmt die Suizidrate – wie in den meisten Ländern weltweit – mit dem Lebensalter zu. Über alle Altersgruppen hinweg werden Suizide häufiger von Männern als von Frauen begangen (Verhältnis Männer und Frauen 3:1). Geschlechterübergreifend ist das Erhängen die häufigste Suizidmethode. Währenddessen werden Suizidversuche häufiger von Frauen als von Männern begangen. Mit zunehmendem Alter steigt die Rate der Suizide und nimmt die Rate der Suizidversuche deutlich ab.

## Einschätzung bzw. Diagnostik der Suizidalität
Bei der Einschätzung bzw. Diagnostik der Suizidalität sind folgende Gesichtspunkte von Bedeutung:
- Präsuizidales Syndrom: Einengung, Aggressionsumkehr, Suizidfantasien
- Risikofaktoren: Psychische Krankheit (insbesondere Depression, Sucht oder Schizophrenie in der akuten Phase), psychosoziale Krisen (Trennung, Tod einer nahestehenden Person), wenig soziale Beziehungen, vorhergehende Suizidversuche, Suizide in der Familie
- Aktuelle Befindlichkeit: Hoffnungslosigkeit, Angst, Schlaflosigkeit, Freudlosigkeit, Impulsivität und akute Lebensbelastungen: gestörte Krankheitsverarbeitung, unerträgliche Erinnerungen, negative Einschätzung der Lebensumstände, Resignation
- Trennungserfahrungen: gescheiterte Partnerschaft, Tod eines Angehörigen, Kränkung, Entwicklungskrisen, Entlassung aus stationärer psychiatrischer und psychotherapeutischer Behandlung

### Fragebögen zur Einschätzung der Suizidalität
Es gibt mehrere Fragebögen zur Selbst- und Fremdbeurteilung:
- NGASR – Nurses Global Assessment of Suicide Risk (16 Fragen)[18]
- SSF-II – Suicide Status Form[19]
- BSSI – (19 Fragen)
- Beck Skala für Selbstmordgedanken (SBQ-R|SBQ-R, Fragebogen zur Erfassung suizidalen Verhaltens (4 Fragen))
- Reasons for Living Inventory (RFL)
- Beck Hoffnungslosigkeitsskala (BHS)
- INQ – Interpersonal Needs Questionnaire
- ACSS – Acquired Capability for Suicide Scale
- TASR – Tool for Assessment of Suicide Risk[20]
- SSI – Scale for Suicidal Ideation (19 Fragen)[21]
- SIS – Suicide Intent Scale (15 Fragen)[21]
- LSARS – Lethality of Suicide Attempt Rating Scale[21]
- LASPC – Los Angeles Suicide Prevention Scale[21]
- SDPS – Suicidal Death Prediction Scale[21]
- SD – SAD Persons Scale[21]
- SIQ – Suicidal Ideation Questionnaire[21]
- SRAS – Suicide Risk Assessment Scale[21]
- SASR – Scale for Assessing Suicidal Risk[21]
- SPS – Suicide Probability Scale[21]

## Ätiologie und Therapie

### Ätiologiemodelle
Es gibt verschiedene Modelle zur Entstehung suizidaler Gedanken oder suizidalen Verhaltens:
- Phasenmodell der suizidalen Entwicklung (Pöldinger 1968)[24]
- Cubic Model of Suicide (Shneidman, 1989)
- Escape-Theorie (Baumeister, 1990)
- Cry of Pain-Modell (Williams 2001)
- Fluid Vulnerability Theory of Suicide (Rudd, 2006)
- Kognitives Modell suizidaler Handlungen (Wenzel und Beck, 2008)
- Interpersonale Theorie suizidalen Verhaltens (Joiner 2005): Passive Suizidwünsche könnten entweder durch fehlendes Zugehörigkeitserleben zu einer Gruppe oder die Annahme, eine Last für andere zu sein, entstehen. Lägen beide Komponenten zugleich vor, könnten sich aktive Suizidwünsche entwickeln. Ausschlaggebend dafür, ob ein Suizidversuch unternommen würde, sei, ob als dritte Komponente eine Furchtlosigkeit vor Schmerz, Sterben und Tod besteht. Diese Furchtlosigkeit vor Schmerz und Tod könne eventuell durch Gewöhnung (Habituation) an wiederholt erlebte schmerzhafte oder ängstigende Erfahrungen entstehen, wie Selbstverletzung, Traumatisierungen oder Drogenmissbrauch.
- Integratives motivational-volitionales Modell suizidalen Verhaltens (O’Connor, 2011)

### Therapie
Zur psychotherapeutischen Behandlung von Suizidalität gibt es verschiedene Ansätze:
- Motivierende Gesprächsführung[25][26]: Hierbei soll versucht werden, vergessene Gründe für das Leben wieder herauszuarbeiten oder neue Gründe zu entwickeln. Britton, Patrick, Wenzel und Williams (2011)[27] schlagen vor, zunächst die Gründe für das Sterben und gegen das Leben zu erkunden, um die Aufnahmebereitschaft des Patienten zu erhöhen und erst im zweiten Schritt die Gründe für das Leben und gegen das Sterben zu erfragen. Um Gründe für das Leben zu entwickeln, können ergänzende Strategien eingesetzt werden, beispielsweise zu fragen, wie ein gutes Leben später aussehen würde oder ob es Momente gab, in denen das Leben wichtiger war. Auch die Frage, wie wichtig das Leben auf einer Skala von 0 (gar nicht wichtig) bis 10 (extrem wichtig) ist, kann den Einstieg in die Exploration von Gründen zu Leben bieten. Wenn eine Zahl größer 0 genannt wird, kann gefragt werden, aus welchen Gründen keine 0 gewählt wurde. Wurde 0 genannt, lässt sich fragen, was sich ändern müsste, damit man einen höheren Wert wählen würde.[17]
- Kognitive Therapie suizidalen Verhaltens nach Wenzel, Brown und Beck (2009)[28]
- Verhaltenstherapeutische Strategien wie Kontingenzmanagement oder Stimuluskontrolle[29]: Im Rahmen der Dialektisch-Behavioralen Therapie[30][31] (DBT) wird in einer Verhaltensanalyse zunächst untersucht, ob Suizidgedanken, die Mitteilungen oder die Vorbereitungen zu einem Suizid operantes oder respondentes Verhalten darstellen. Häufig seien bei Borderline-Patienten suizidale Verhaltensweisen sowohl respondent als auch operant. Bezüglich operantem Verhalten werden Strategien wie Kontingenzmanagement eingesetzt. Hierbei sei zu bedenken, eine bestimmte Reaktion könne zwar das kurzfristige Suizidrisiko verringern, jedoch die Wahrscheinlichkeit für einen zukünftigen Suizid durch positive Verstärkung langfristig erhöhen. Deswegen müsse das Verhalten umso aktiver sein, je höher das Suizidrisiko ist. Eine Schwierigkeit bestünde darin, dass die Patienten ihr Verhalten immer soweit verstärken könnten, bis der Therapeut doch interveniert. Weil bei neuen Patienten noch nicht bekannt ist, ob das Verhalten operant ist und welche Funktion es hat, müsse das Vorgehen anfangs viel konservativer und aktiver sein, um das kurzfristige Suizidrisiko gering zu halten. Bei respondentem suizidalem Verhalten sollte der Therapeut die auslösenden Ereignisse beenden sowie vermitteln, wie der Patient diese Ereignisse zukünftig vermeiden kann (Stimuluskontrolle) und alternatives Verhalten verstärken. Die Ergebnisse einer Meta-Analyse von 2021 deuten jedoch darauf hin, dass DBT zwar selbstverletzendes Verhalten reduzieren und Depressionen verbessern kann, aber die Auswirkungen auf Suizidgedanken unbedeutend sind.[32]